# The Ha House

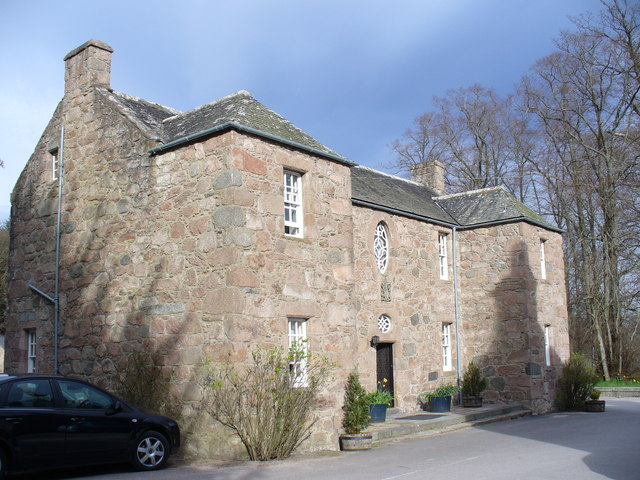
The Ha House

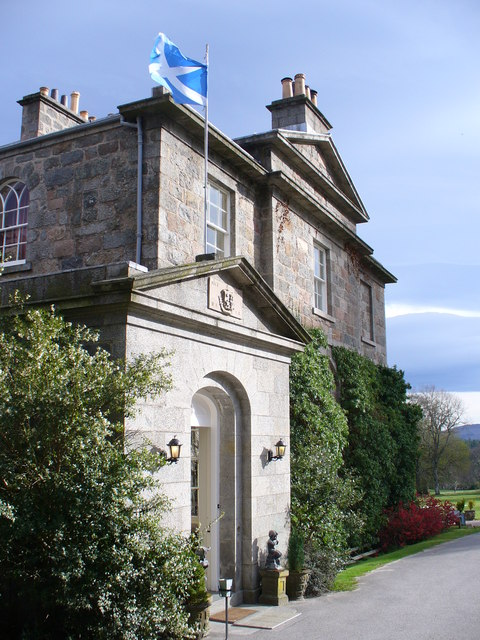
Raemoir House

The Ha House, auch The Ha’ Hoose, ist ein ehemaliges Herrenhaus und heutiges Hotel nahe der schottischen Ortschaft Banchory in der Council Area Aberdeenshire. 1972 wurde das Bauwerk in die schottischen Denkmallisten in der höchsten Denkmalkategorie A aufgenommen. Direkt daneben steht das neuere Raemoir House, das als Kategorie-B-Bauwerk denkmalgeschützt ist.

## Geschichte
Das Herrenhaus wurde im Jahre 1715 für den lokalen Laird Hogg errichtet. Hoggs Vater James war durch Heirat der Tochter von Robert Skene of Raemoir in den Besitz des Anwesens Raemoir gekommen. Um das Jahr 1800 ging das Anwesen an den aus London stammenden Kaufmann William Innes über. Direkt südlich wurde im Jahre 1817 eine Villa errichtet, die größer ist als das Herrenhaus und das Hauptgebäude des heutigen Hotels bildet. Für den Entwurf des Gebäudes zeichnet der schottische Architekt John Smith verantwortlich, der auch 1844 mit der Ergänzung des Westflügels betraut wurde. Weetman Pearson, 1. Viscount Cowdray erwarb das Anwesen im frühen 20. Jahrhundert. Sein Nachfolger Harold Pearson, 2. Viscount Cowdray beauftragte 1927 William Kelly mit der Überarbeitung des Gebäudes. Seit 1943 wird es als Raemoir Hotel betrieben.

## Beschreibung
Das frühklassizistische Herrenhaus steht isoliert abseits der A980 rund drei Kilometer nördlich von Banchory vor der Südflanke des Hill of Fare. Das zweistöckige Gebäude weist einen T-förmigen Grundriss mit Seitenrisaliten auf, die aus der fünf Achsen weiten, südwestexponierten Hauptfassade heraustreten. Sein Mauerwerk besteht aus rotem Bruch-Sandstein, der auf dem Hill of Fare gebrochen wurde. Zwischen den ovalen Fenstern oberhalb des mittigen Hauptportals ist eine Wappenplatte eingelassen. Die Dächer sind mit Schiefer eingedeckt. Die Risalite sind mit Walm ausgeführt.
Das zweistöckige Raemoir House ist klassizistisch ausgestaltet. Seine südwestexponierte Hauptfassade war ursprünglich fünf Achsen weit. Der gerundete Seitenrisalit an der Westseite entstammt der Erweiterung aus dem Jahre 1844. Diese ist drei Achsen weit und mit abschließendem Dreiecksgiebel ausgestaltet.